# Оккы-Порылькы
Оккы-Порылькы (устар. Окко-Порэль-Кы) — река в России, протекает по территории Ямало-Ненецкого автономного округа. Устье реки находится в 13 км по правому берегу протоки Коркынолыльтэмы (№ 6720) реки Таз. Длина реки составляет 81 км.

## Притоки
- 3 км: Сэрывэнтылькикэ (пр)
- 53 км: Сэрымачи (лв)
- 57 км: река без названия

## Данные водного реестра
По данным государственного водного реестра России относится к Нижнеобскому бассейновому округу, водохозяйственный участок реки — Таз, речной подбассейн реки — подбассейн отсутствует. Речной бассейн реки — Таз.
Код объекта в государственном водном реестре — 15050000112115300067219.